# Leopoldine Wojtek
Leopoldine Wojtek, auch Poldi Wojtek, während ihrer Ehe auch Poldi Mühlmann (27. Oktober 1903 in Brünn, Mähren – 11. Jänner 1978 in Salzburg) war eine österreichische Malerin, Grafikerin und Keramikerin. Sie gestaltete in den 1920er Jahren das Logo der Salzburger Festspiele, welches mit Unterbrechungen bis heute in Verwendung steht.

## Leben und Werk
Leopoldine Wojtek war das älteste Kind von Ing. Josef Wojtek und Leopoldine, geborene Moese von Nollendorf. Sie hatte zwei Geschwister: Antonia (geboren am 7. August 1905) und Wilhelm (geboren am 1. Juli 1911). Der Vater war Beamter im Staatsbauwesen, stets deutschnational eingestellt. Nach dem Untergang der Doppelmonarchie fand er einen Beamtenposten im Salzburger Staatsbaudienst und die Familie übersiedelte 1920 an die Salzach. Der Vater, er wurde 1931 zum Hofrat ernannt und 1937 mit einem Verdienstorden des Bundespräsidenten ausgezeichnet, leitete bis 1938 das Salzburger Hochbauamt. Poldi Wojtek besuchte ab 1919 eine Fachschule in Znojmo, vormals Znaim, und ab 1922 die Wiener Kunstgewerbeschule, dort bei Franz Čižek in Ornamentaler Formenlehre und in der Fachklasse für Architektur bei Josef Hoffmann. Anlässlich des Abschlusses 1926 erhielt sie exzellente Bewertungen seitens ihrer Lehrer. Bereits während ihres Studiums veröffentlichte sie Illustrationen und gestaltete Plakate, beispielsweise ab 1922 die Titelseiten von Kinderbüchern des Besam-Verlags und 1925 das Ausstellungsplakat für den von Anton Faistauer gegründeten Sonderbund österreichischer Künstler in Salzburg. Bei dieser Ausstellung fiel sie mit ihren Kostümstudien und Tapetenentwürfen auf. Die folgenden Jahre waren überwiegend der künstlerischen Ausgestaltung des Salzburger Festspielhauses gewidmet. 1926 gehörte sie zum Team um Faistauer, das in 40 Tagen rund 350 m² Wandfläche im Foyer mit Fresken ausstattete, und war an der Fertigung der Gobelins, entworfen von Robin Andersen und Anton Kolig beteiligt. 1927 war sie Mitarbeiterin Koligs beim Glasguss-Mosaik, ebenfalls für das Foyer.

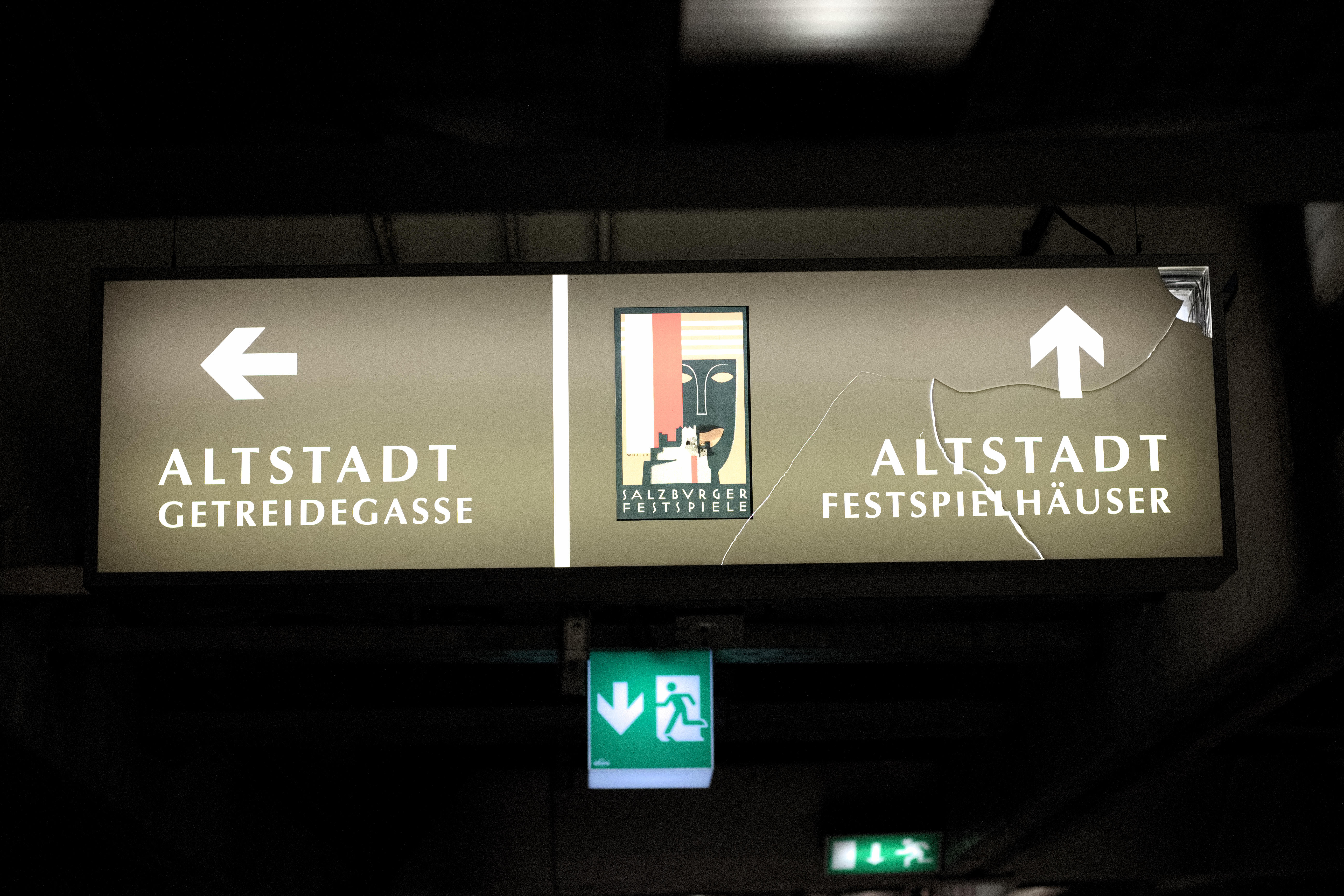
Wojteks Sujet als Wegweiser zu den Festspielen

1928 beteiligte sich Wojtek an einem Wettbewerb für ein Salzburger Festspiel-Plakat, der von ihrer Alma Mater ausgeschrieben worden war, und errang den 2. Platz. Ihr Entwurf wurde letztlich angenommen und kam auch in abgeänderter Form auf die Titelseite des Schauspielprogramms 1928. Erst nach ihrem Tod wurde bekannt, dass hinter den Kulissen Kajetan Mühlmann, damals für die Öffentlichkeitsarbeit der Festspiele verantwortlich, mehrfach zu Wojteks Gunsten interveniert hatte. Das Plakat eignet sich, wie man 1931 feststellte, bestens als Emblem für die Festspiele und steht seither, die NS-Zeit ausgenommen, auf dem Titelblatt des in hoher Auflage gedruckten und international verteilten Programmfolders mit allen Festspielterminen und -besetzungen.

„Die drei Bildelemente — Festung, Fahne, Maske — [...] überschneiden einander und erzeugen trotz aller Flächigkeit eine perspektivische Tiefe, wie das auch Theaterkulissen vermögen. Die Fahne etwa ist vor der Maske positioniert, sodass diese wie hinter einem Vorhang oder einer Kulisse zu stehen scheint, was aller Strenge zum Trotz auch Dynamik schafft.“

Rot und Weiß sind die Fahnenfarben sowohl der Stadt Salzburg als auch des Bundeslandes Salzburg, Rot-weiß-rot ist die Farbenkombination der Republik Österreich. Die Salzburger Festspiele dienen seit ihrer Gründung als Identitätssäule von Stadt, Land und Staat. Im Original stehen auch zwei Textfelder, oben die Namen der Direktoren Max Reinhardt, Franz Schalk und Bruno Walter, unten die Textzeilen mit dem Namen der Institution und den Daten der Festspiele 1928. Wojteks Sujet hat hohen Wiedererkennungswert und fungiert gleichzeitig als eine Art Siegel oder Stempel, der auf jedem Plakat und jedem Programmheft der Festspiele angebracht ist; es hat daher seit den 1930er Jahren zentrale Bedeutung für die Öffentlichkeitsarbeit der Festspiele.
Poldi Wojtek widmete sich nach dem Wettbewerb wieder dem Erwerb ihres Lebensunterhalts, in drei Feldern: Sie übernahm eine Reihe von Aufträgen für Fresken und Wandmalereien, sie erstellte weiterhin Illustration – sowohl für Kinderbücher als auch für kommerzielle Kunden, beispielsweise ab 1930 für die Zeitschrift Wüstenrot Eigenheim, und sie arbeitete später zunehmend auch als Keramikerin, für die Werkstätte Schleiß in Gmunden. Insbesondere als Freskenmalerin war sie gefragt. Für das Kurhotel Marienhof in Hofgastein, welches 1927 eröffnet wurde, gestaltete sie die Wandmalereien im Speisesaal. Auf der Außenwand des sogenannten Beamtenhauses in Zell am See, errichtet 1927/28, findet sich ihr Fresko Fischer am Zellersee. Es zeigt zwei Fischer im Boot, beobachtet von zwei Damen in einem zweiten Boot, im Hintergrund sind Zell am See, das Kitzsteinhorn und Schloss Fischhorn zu sehen. Dieses Fresko ist insofern relevant, als es eines der wenigen erhaltenen Werke der Künstlerin darstellt und sogar in den 2010er Jahren restauriert wurde. 1929 malte Wojtek die Kaltenhauser Bierstüberl in der Kaigasse aus (mit Badeszenen), 1930 die Moser'schen Weinstube in der Marktgasse, heute Wiener-Philharmoniker-Gasse, und 1933 den neueröffneten Gasthof Mödlhammer in der Getreidegasse, heute ein McDonalds. Es gab auch Aufträge der öffentlichen Hand oder verstaatlichter Betriebe, beispielsweise im Postamt von St. Johann in Tirol, 1928 im Landeskrankenhaus Salzburg oder 1930 zur Begeisterung des Salzburger Volksblatts im Salzburger Hauptpostamt am Residenzplatz, wo sie die viereckigen Säulen „in farbenfreudigen Bildern“ mit Motiven aus dem Postbetrieb ausschmückte; durch die gewählten modernen Schriftarten wurde sie schließlich kunsthistorisch in die Nähe des Bauhauses gerückt. 1933 widmete sie sich den Wänden der Hauskapelle des Kinderspitals. Im Sternbräu, einem Salzburger Traditionsgasthaus, gestaltete sie in den 1930er oder 1940er Jahren einen keramisch umrahmten Fischkalter oder Forellenzuber. Dieser fiel einem Umbau im Jahr 2012 zum Opfer, auch die meisten Fresken sind mittlerweile zerstört oder übermalt. Wann sich Kajetan Mühlmann und die Künstlerin näher gekommen sind, ist nicht bekannt. Fest steht nur, dass die Künstlerin 1930 eine Sitznische in Mühlmanns Wohnung gestaltete und dass die beiden 1932 heirateten.
1938, das Jahr des Anschlusses Österreich an das Deutsche Reich, war kein gutes Jahr für sie: Die Eckpfeiler in der Postsparkasse wurden übermalt und Wojteks gesamte Arbeit für die Festspiele wurde zum Verschwinden gebracht – das Logo wurde stillschweigend von den Programmfoldern entfernt, die Fresken im Faistauer-Foyer wurden verhüllt und im Folgejahr entfernt, die Gobelins wurden abgehängt. Das Glasmosaik Koligs war schon 1934 einem Bombenanschlag der Nationalsozialisten zum Opfer gefallen. Für Ehemann und Ursprungsfamilie war es ein gutes Jahr: Kajetan Mühlmann wurde Staatssekretär für Kultur. Vater, Schwester und Bruder konnten dank Mühlmann'scher Unterstützung Karrieresprünge verzeichnen. Aus der rund fünfzehn Jahre lang eigenständigen Künstlerin wurde nun die Frau eines SS-Oberführers, die 1938 den Auftrag für einen Hitler huldigenden Gobelin im Linzer Ärztehaus übernahm, und die nunmehr, wenn opportun, ihre Werke auch als Poldi Mühlmann signierte. Aus einer Künstlerin an der Kreuzung von Moderne,  Expressionismus, Wiener Werkstätte und Gegenständlichkeit, oszillierend in ihrer Widersprüchlichkeit, war plötzlich eine angepasste Repräsentantin des Regimes geworden, die auch noch von ihrem Ehemann betrogen wurde. Es kam ans Licht, dass sie 1936 gemeinsam mit dem NSDAP-Mann Karl Springenschmid, einem Freund ihres Ehemannes, ein Kinderbuch erarbeitet hatte, er den Text, sie die Illustrationen, in dem der Aufstieg des Adolf Hitler zur Macht beschrieben wurde. Springenschmid und Wojtek wurden nicht genannt, weil Mitgliedschaft und Propaganda für die NSDAP damals in Österreich strafbar waren. Im Impressum des Werks, das in Österreich verboten war, stand nur: „Worte und Bilder von zwei Deutschen aus dem Auslande“. Zwischen 1941 und 1943 waren Poldi Wojtek, ihr Vater und ihr Ehemann sehr bemüht um den Erwerb der arisierten Villa einer Malerkollegin, der aus Anif vertriebenen, schließlich vom NS-Regime deportierten und ermordeten Helene von Taussig. Der Vater erwarb die Villa und schenkte sie der Tochter. Als sich herausstellte, dass ihr Ehemann eine Zweitfrau und mit ihr drei Kinder hatte, ließ sie sich 1943 scheiden. Poldi Wojtek wohnte nicht lange in der arisierten Villa, den Untergang des NS-Regimes überlebte sie weitgehend in Oberösterreich, wo sie sich der Keramik widmete.
1945 gab es wieder Salzburger Festspiele, wiederum mit dem Emblem der Künstlerin auf der Titelseite des Festpielprogrammes, und Poldi Wojtek wurde von den Behörden im Salzkammergut als „minderbelastet“ eingestuft. Doch die Villa musste sie 1946 restituieren. Sie intervenierte beim Landeshauptmann, weil sie ohne Atelier dastand. Nach zwei, drei Jahren wurde ihr ein Atelier am Residenzplatz zugeteilt. Ihr neuer Lebenspartner war der Maler Karl Schatzer, er stand der KPÖ nahe. Gemeinsam boten die Künstler eine Reihe von Volkshochschulkursen an, Aktzeichnen, Malen, Keramik.
1927 wurde sie von ihrem Malerkollegen Theodor Kern porträtiert.
2018 wurde ihre Affinität zum NS-Regime von der Künstlerin Konstanze Sailer in ihren Memory gaps zum Thema gemacht. Die Argumente von Gegnerin und Verteidiger der Künstlerin ähnelten sich überraschend: „Poldi Wojtek ging mit der Zeit. Insbesondere während der 1930er-Jahre war sie jedoch weder ahnungslos noch unpolitisch,“ so Sailer. „Sie war eine Mitläuferin [...] Sie hat gemacht, was angefallen ist,“ so der Kunsthistoriker Nikolaus Schaffer, bis 2016 Sammlungsleiter des Salzburg Museums. Die Salzburger Festspiele beauftragten in der Folge den Historiker Oliver Rathkolb und die Kulturwissenschaftlerin Anita Kern, die Causa wissenschaftlich zu untersuchen. Die Gutachten wurden im Sommer 2020 veröffentlicht, die Festspielleitung entschied daraufhin, das Emblem weiterhin zu verwenden, da es „zeitlos“ sei und in seiner Formensprache eindeutig nicht der nationalsozialistischen Ideologie entsprach.

## Teilnahme an Ausstellungen
- 1925 und 1933 Sonderbund österreichischer Künstler
- ab 1926 mehrfach bei Ausstellungen des Salzburger Kunstvereins
- 1930 Plakat- und Reklameausstellung im Schloss Mirabell
- 1933 Wiener Frauenkunst, Wien

## Sammlungen
Im Salzburg Museum finden sich gut ein Dutzend an Keramik, zumeist aus den 1950er-Jahren – Schalen, Vasen und ein Krug. Im Depot des Museums werden die vier übermalten Pfeiler des einstigen Schaltersaals der Post am Residenzplatz aufbewahrt.